# Alfa Romeo GTA
Der Alfa Romeo GTA ist ein Sportwagen, den Alfa Romeo von 1965 bis 1975 in den Versionen Alfa Romeo Giulia Sprint GTA und Alfa Romeo GTA 1300 Junior baute. Er basiert auf dem Serienmodell Giulia GT. Knapp über 1000 Stück wurden vor allem für sportliche Einsätze produziert. Das Kürzel GTA, das der Hersteller im Laufe der Geschichte mehrfach verwandte, steht für Gran Turismo Alleggerita. Alleggerita bedeutet „Erleichtert“. Das heißt konsequenter Leichtbau mit dem Ziel, Erfolge im Tourenwagensport einzufahren. Durch die Verwendung von Aluminiumlegierungen und eine spartanische Inneneinrichtung konnten gegenüber der Serie rund 200 auf 745 kg Leergewicht eingespart werden. Die sichtbaren Karosseriebleche wurden dabei aus Peraluman gefertigt und mit Nieten auf dem stählernen Unterbau befestigt; diese Nieten sind bei originalgetreu erhaltenen Fahrzeugen beispielsweise entlang der Dachkanten hinter den Regenrinnen deutlich erkennbar. Hergestellt wurde der GTA von dem für Motorsport zuständigen Unternehmen Autodelta. Auch in den Fahrzeugpapieren stand als Herstellername Autodelta und nicht Alfa Romeo. Spezielle Kundenwünsche wurden gegen Aufpreis erfüllt.

## GTA
Der Vierzylinder-Reihenmotor mit einem Hubraum von 1570 cm³ leistete 115 PS bei 6000/min. Im Renntrimm waren zwischen 160 und 170 PS möglich, mehr ließ der Saugmotor nicht zu. Zwei Doppelvergaser, zwei obenliegende Nockenwellen (DOHC) und eine Doppelzündung (zwei Zündkerzen je Zylinder) gehörten zu den technischen Merkmalen jedes GTA.
Gegenüber den Serienfahrzeugen der Giulia-GT-Reihe wies das Fahrwerk der GTA erhebliche Abweichungen auf. Außer den Felgen aus einer Magnesiumlegierung gab es auch konstruktive Änderungen:
Da für den Rennbetrieb eine deutliche Tieferlegung der Fahrzeuge unabdingbar war, änderte sich der Radsturz an der Vorderachse stark in Richtung negativ. Um das auszugleichen, wurden gegenüber dem Serienfahrzeug geänderte Traggelenke eingesetzt, die die Vorderräder wieder mit weniger negativem Sturz führten. An der Hinterachse wurde zur Gewichtseinsparung der Dreieckslenker (sogenanntes Reaktionsdreieck) zur Führung der Hinterachse aus Aluminium statt aus Gusseisen gefertigt und die Längslenker wurden stark gelocht.
Durch den Dreieckslenker lag das Rollzentrum an der Hinterachse hoch, sodass die GTA im Rennbetrieb dazu neigten, das kurveninnere Vorderrad anzuheben, was auf zahlreichen Bildern gut zu sehen ist. Um diesen Effekt zu reduzieren, entwickelte Autodelta für die von ihnen eingesetzten Fahrzeuge eine Gleitstein-Hinterachse. Bei ihr übernimmt nicht mehr ein Dreieckslenker die Querführung der Hinterachse, sondern ein am Differentialgehäuse befestigter, nach hinten gerichteter Bolzen. Dieser Bolzen gleitet in einer vertikalen Führungsschiene, die sich mit umfangreichen Verstrebungen gegen den Karosserieboden abstützt. Dadurch wurde das Rollzentrum der Hinterachse gesenkt und die Neigung zum Anheben des Vorderrades reduziert. Diese Konstruktion schränkt die Bodenfreiheit jedoch stark ein; deswegen ist sie für den Straßeneinsatz ungeeignet. Darüber hinaus erzeugt die Konstruktion laute Geräusche bei jeder Bewegung der Hinterachse. Im Rennbetrieb waren die typischen Klacker- und Schlaggeräusche gut zu hören und übertönten auf welligen Strecken selbst das laute Motorgeräusch.

## GTA Junior

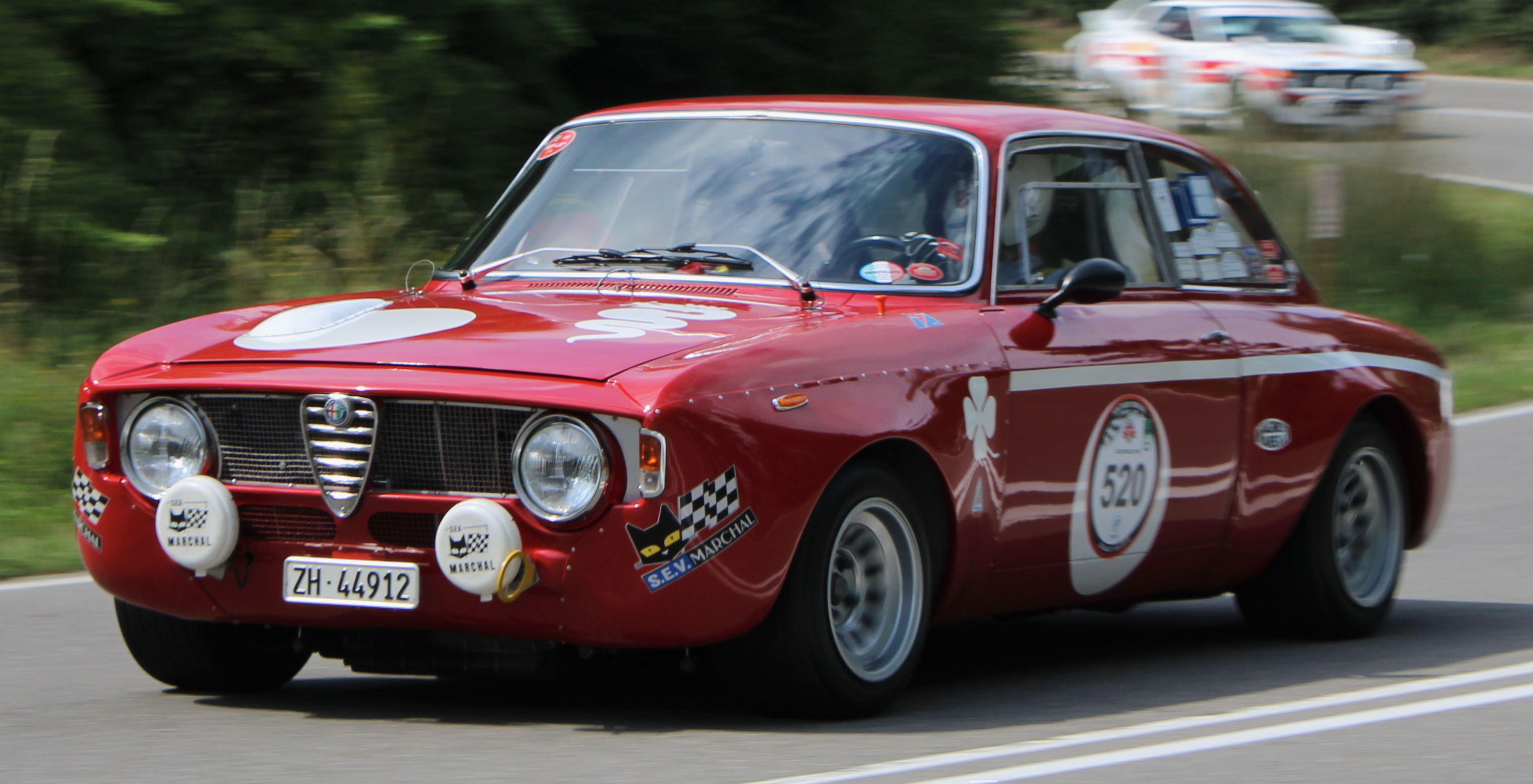
Alfa Romeo GTA Junior

1968 wurde das Programm um den GTA Junior mit einem 1300-cm³-Motor (96 PS) zu etwas günstigerem Preis erweitert. In seiner Klasse war der Junior über Jahre trotz starker Konkurrenz sehr erfolgreich. In der Rennausführung ermöglichte Autodelta 180 PS aus dem kleinen Motor. Mehr als die Hälfte der 493 produzierte GTA Junior entfielen auf die Rennausführung.

## GTA SA
Es gab ab 1967 auch einige wenige aufgeladene Fahrzeuge unter der Bezeichnung GTA SA mit bis zu 220 PS, wobei die Motoraufladung über zwei durch Öldruck angetriebene Lader realisiert wurde. Die Lader erhielten den nötigen Volumenstrom von einer durch die Kurbelwelle angetriebenen überdimensionierte Ölpumpe. Aufgrund dieser technischen Lösung war die Leistungsausbeute weit geringer als bei den später weit verbreiteten Abgasturboladern.
Da diese Fahrzeuge zudem mit dem im Rennsport für Fahrzeuge mit aufgeladenen Motoren üblichen Hubraummalus belegt wurden (Faktor 1,4), mussten sie in der Zweiliterklasse starten. Dort erwiesen sie sich als chancenlos und wurden deshalb ausnahmslos zu „normalen“ GTA rückgerüstet. Auch der Verbrauch war ein Problem; die GTA SA sollen im Rennbetrieb bis zu 90 l/100 km benötigt haben.

## GT Am

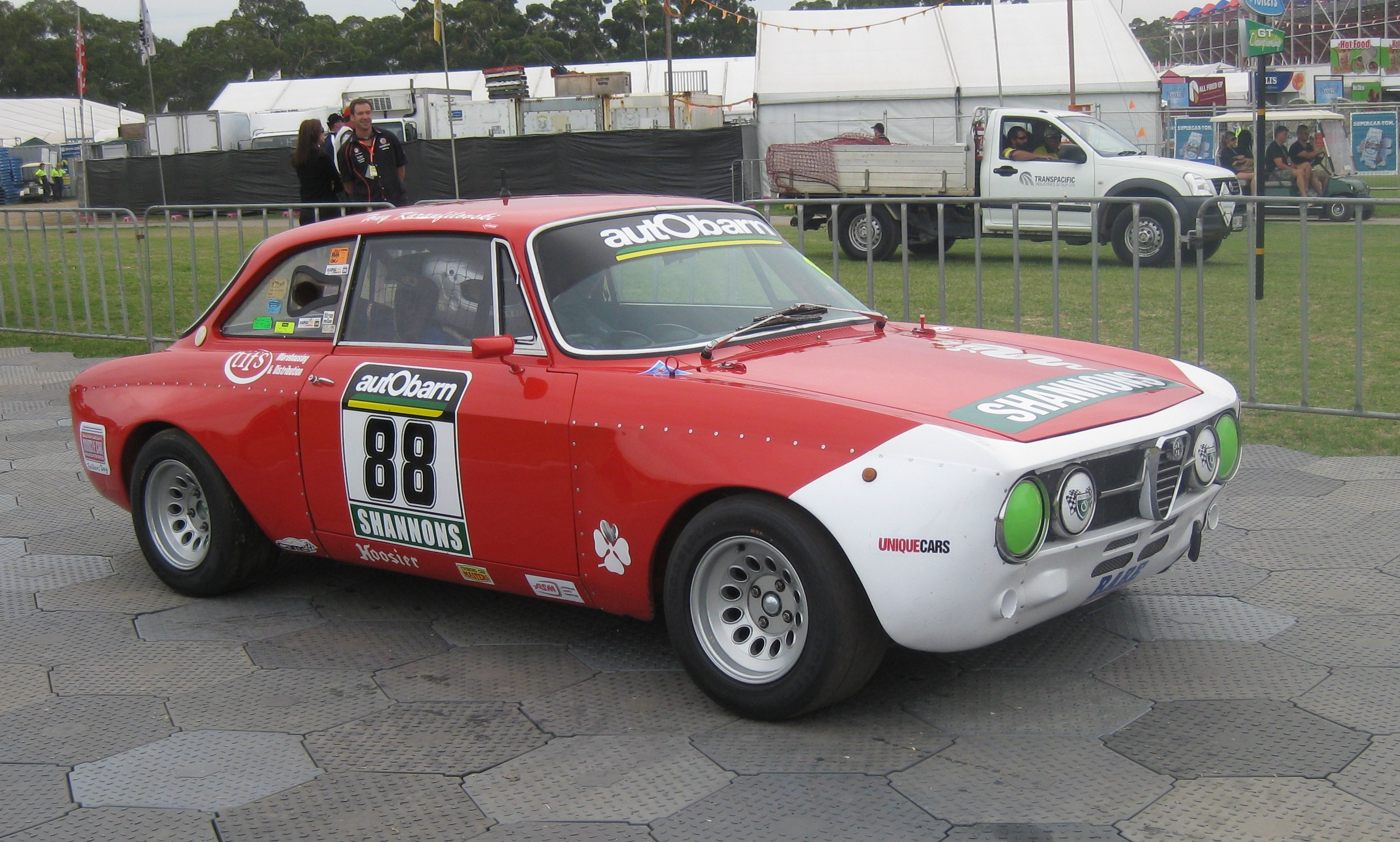
Alfa Romeo GT Am

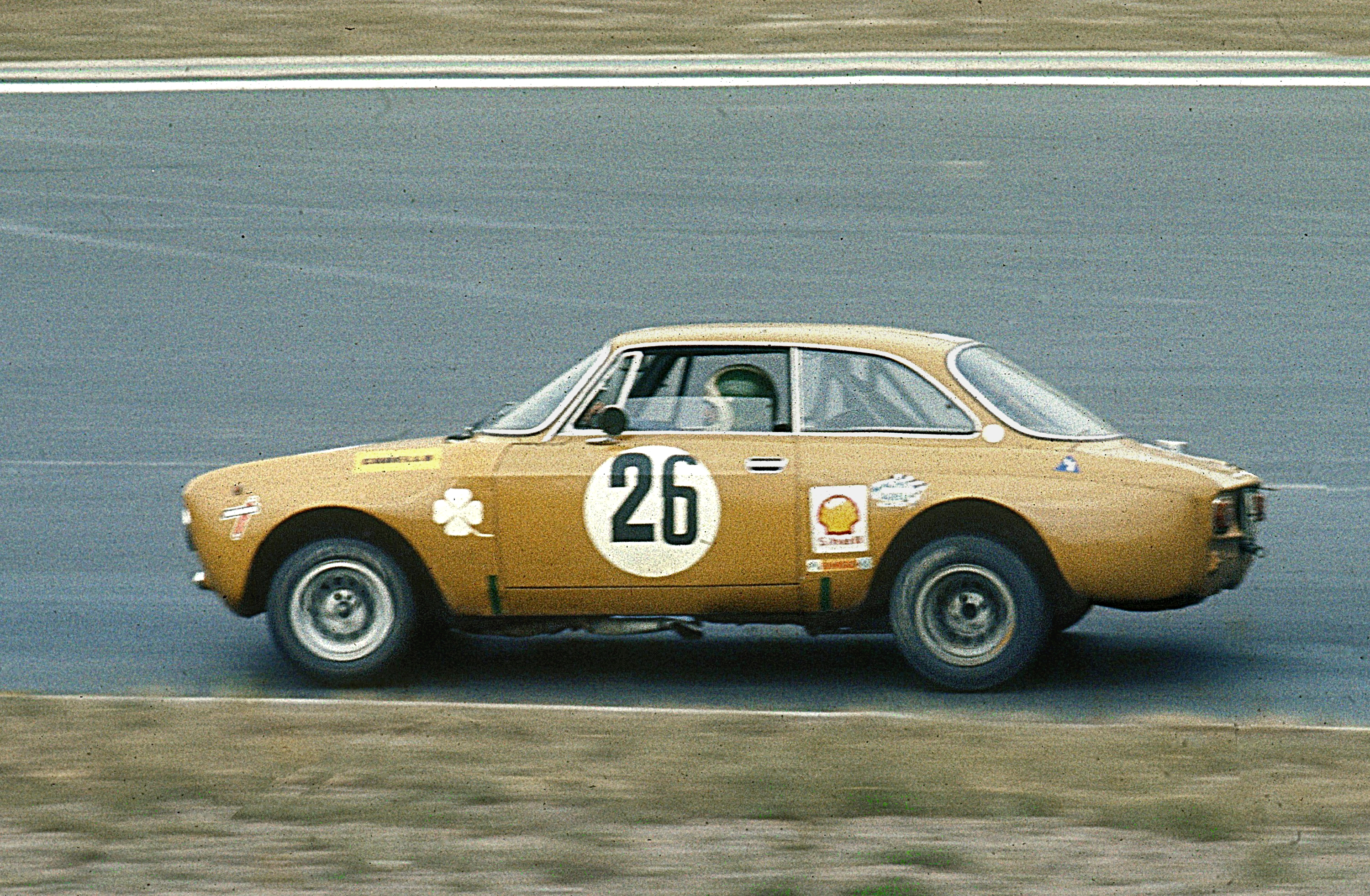
Alfa Romeo GT Am 1973 auf dem Nürburgring, gefahren von Carlo Facetti

Zu Beginn der 1970er Jahre musste für Renneinsätze ein Fahrzeug mit größerem Hubraum und mit einer Einspritzanlage gefunden werden, um gegen beispielsweise Ford Escort RS1600/RS1800 oder BMW 2002 noch Erfolge erzielen zu können. Deswegen wurde vom 1750/2000 GT Veloce bei seinem Erscheinen auch eine Rennversion abgeleitet. Die Wahl fiel auf die US-Version dieser Fahrzeuge, da sie ab Werk mit einer mechanischen Spica-Einspritzung (SPICA: Società Pompe Iniezione Cassani & Affini) ausgerüstet waren.
Zur Entstehung des Namens „GT Am“ gibt es unterschiedliche Theorien. Carlo Chiti, damals Verantwortlicher bei Autodelta, sagt im Interview, dass die neuen Fahrzeuge GT Am (mit Leerzeichen) geschrieben werden und das „Am“ für „America“ steht, weil die Basis die US-Version war. Die offiziellen Homologationspapiere für den Motorsport weisen das Modell ebenfalls als GT Am (getrennt geschrieben) „Sprint GT U.S. Version“ aus. Diese Interpretation wird außerdem von anderen Mitarbeitern von Autodelta gestützt. Allerdings wurde damals in der Presse häufig behauptet, die Fahrzeuge hießen GTAm (zusammengeschrieben) und das „m“ stünde für „maggiorata“ oder „modificata“, ohne dass dieser Darstellung von Alfa Romeo je widersprochen worden wäre. So herrscht bis heute Unsicherheit über den Ursprung der Bezeichnung.
Der Motor des GT Am unterscheidet sich erheblich vom späteren Zweiliter-Serientriebwerk. Das Gemisch bereitete eine Spica- oder eine Lucas-Einspritzanlage auf. Beim GT Am wurde der Bohrungsabstand im Block vom 1600er Motor übernommen, weswegen die vier Laufbuchsen in einem Stück gefertigt werden mussten. Für separate Laufbuchsen war zwischen den paarig angelegten Zylindern 1 und 2 bzw. 3 und 4 nicht genug Platz. Zusätzlich hatte der GT Am einen Zylinderkopf mit deutlich kleinerem Ventilwinkel (46 statt 80 Grad) als bei den kleineren Motoren. Dieser Kopf diente als Vorlage für den späteren Twin-Spark-Serienmotor, unterscheidet sich aber im Zylinderabstand davon. Anstelle des Leichtbaus wurde beim GT Am wieder Stahlblech verwendet. Mit rund 900 kg war der GT Am etwas schwerer als der Vorgänger, wodurch er nicht ganz so erfolgreich im Renneinsatz war, obwohl das Leistungsgewicht erheblich verbessert war und auf dem Niveau der Konkurrenz lag. Insgesamt wurden ca. 40 GT Am hergestellt.

## Sportliche Erfolge
Gleich zu Beginn erwiesen sich die GTA im Motorsport als überlegen. Allein im Jahr 1966 errangen GTAs über 300 Siege. Sie gewannen die Tourenwagen-Europameisterschaften 1967, 1969, 1970, 1971, 1972, 1978 und 1979. Der Alfa Romeo GTA war im Motorsport über rund ein Jahrzehnt überaus erfolgreich. Weiterhin gehörten über zwei Dutzend nationale Championate und viele weitere Titel zur Erfolgsgeschichte dieses außergewöhnlichen Fahrzeugs. Zu seinen Piloten zählten u. a. Andrea de Adamich, Jochen Rindt, Ignazio Giunti und Nanni Galli, in Deutschland u. a. Jochen Mass, Harald Ertl und Gerhard Schüler (Diskothek Dorian Gray, Frankfurt am Main.). Für die Marke war der Alfa GTA ein wichtiger Imageträger, dessen Wirkung bis heute anhält.
2002 ließ Alfa Romeo die Tradition mit dem Alfa 156 GTA wieder aufleben, dem 2003 der Alfa 147 GTA folgte. Diese Modellvarianten sind allerdings nicht leichter als andere.

## Technische Daten
| Technik                | Giulia Sprint GTA                                                          | Giulia Sprint GTA (Rennversion)                                            | Giulia GTA 1300 Junior                                                     | Giulia GTA 1300 Junior (Rennversion)                                       | GTA SA                                                                     | GT Am                                                                      |
| ---------------------- | -------------------------------------------------------------------------- | -------------------------------------------------------------------------- | -------------------------------------------------------------------------- | -------------------------------------------------------------------------- | -------------------------------------------------------------------------- | -------------------------------------------------------------------------- |
| Motor:                 | Reihen-Vierzylinder                                                        | Reihen-Vierzylinder                                                        | Reihen-Vierzylinder                                                        | Reihen-Vierzylinder                                                        | Reihen-Vierzylinder                                                        | Reihen-Vierzylinder                                                        |
| Hubraum:               | 1570 cm³                                                                   | 1570 cm³                                                                   | 1290 cm³                                                                   | 1290 cm³                                                                   | 1570 cm³                                                                   | 1985 cm³                                                                   |
| Bohrung × Hub:         | 78 × 82 mm                                                                 | 78 × 82 mm                                                                 | 78 × 67,5 mm                                                               | 78 × 67,5 mm                                                               | 78 × 82 mm                                                                 | 84,5 × 88,5 mm                                                             |
| Leistung:              | 115 PS                                                                     | 164 PS                                                                     | 96 PS                                                                      | 180 PS                                                                     | 220 PS                                                                     | 240 PS                                                                     |
| bei 1/min:             | 6000                                                                       | 7800                                                                       | 6000                                                                       | 9300                                                                       | 7800                                                                       | 7500                                                                       |
| Verdichtung:           | 9,7 : 1                                                                    | 10,5 : 1                                                                   | 9,7 : 1                                                                    | 11,0 : 1                                                                   | 10,5 : 1                                                                   | 11,0 : 1                                                                   |
| Ventile pro Zylinder:  | 2                                                                          | 2                                                                          | 2                                                                          | 4                                                                          | 2                                                                          | 2                                                                          |
| Ventilsteuerung:       | zwei obenliegende Nockenwellen                                             | zwei obenliegende Nockenwellen                                             | zwei obenliegende Nockenwellen                                             | zwei obenliegende Nockenwellen                                             | zwei obenliegende Nockenwellen                                             | zwei obenliegende Nockenwellen                                             |
| Getriebe:              | 5-Gang-Getriebe                                                            | 5-Gang-Getriebe                                                            | 5-Gang-Getriebe                                                            | 5-Gang-Getriebe                                                            | 5-Gang-Getriebe                                                            | 5-Gang-Getriebe                                                            |
| Bremsen:               | Scheibenbremsen vorn und hinten                                            | Scheibenbremsen vorn und hinten                                            | Scheibenbremsen vorn und hinten                                            | Scheibenbremsen vorn und hinten                                            | Scheibenbremsen vorn und hinten                                            | Scheibenbremsen vorn und hinten                                            |
| Fahrwerk vorn:         | Einzelradaufhängung an Querlenkern mit Schraubenfedern und Stabilisatoren  | Einzelradaufhängung an Querlenkern mit Schraubenfedern und Stabilisatoren  | Einzelradaufhängung an Querlenkern mit Schraubenfedern und Stabilisatoren  | Einzelradaufhängung an Querlenkern mit Schraubenfedern und Stabilisatoren  | Einzelradaufhängung an Querlenkern mit Schraubenfedern und Stabilisatoren  | Einzelradaufhängung an Querlenkern mit Schraubenfedern und Stabilisatoren  |
| Fahrwerk hinten:       | von Längslenkern geführte Starrachse mit Schraubenfedern, Reaktionsdreieck | von Längslenkern geführte Starrachse mit Schraubenfedern, Reaktionsdreieck | von Längslenkern geführte Starrachse mit Schraubenfedern, Reaktionsdreieck | von Längslenkern geführte Starrachse mit Schraubenfedern, Reaktionsdreieck | von Längslenkern geführte Starrachse mit Schraubenfedern, Reaktionsdreieck | von Längslenkern geführte Starrachse mit Schraubenfedern, Reaktionsdreieck |
| Karosserie:            | zweitürig aus Peraluminium                                                 | zweitürig aus Peraluminium                                                 | zweitürig aus Peraluminium                                                 | zweitürig aus Peraluminium                                                 | zweitürig aus Peraluminium                                                 | zweitürig aus Stahl                                                        |
| Gewicht:               | 820 kg                                                                     | 760 kg                                                                     | 920 kg                                                                     | 760 kg                                                                     |                                                                            | 920 kg                                                                     |
| Höchstgeschwindigkeit: | 185 km/h                                                                   | 220 km/h                                                                   | 175 km/h                                                                   | 210 km/h                                                                   | 240 km/h                                                                   | 230 km/h                                                                   |
| Bauzeit:               | 1965–1969                                                                  | 1965–1969                                                                  | 1968–1975                                                                  | 1968–1975                                                                  | 1967–1968                                                                  | 1970–1971                                                                  |
| Stückzahl:             | 500                                                                        | 500                                                                        | 193                                                                        | 300                                                                        | 10                                                                         | 40                                                                         |